# Вернигероде (замък)
Замъкът Вернигероде (на немски: Schloß Wernigerode) е замък в Германия от 19 в. Намира се в планината Харц над немския град Вернигероде, провинция Саксония-Анхалт. Сегашната сграда е построена в неоготически стил по подобие на Нойшванщайн в Бавария.
От 16 април 1949 г. замъка е отворен за посетители като музей, състоящ се от 40 помещения.

## История
Първото писмено споменаване на Вернигероде се среща в документи от 1121 г., когато саксонският граф Адалберт цу Хаймар избира селището за своя резиденция. Едновременно с това той започва да строи крепост. За пръв път замъка се споменава през 1213 г. като каструм, построен на южния склон на хълма с изглед към селото.
След смъртта на последния мъжки представител на рода през 1429 г., земите на Вернигероде преминават във владение на графовете Щолберг. По това време замъкът е седалище на една от подчинените провинции. През 1645 г. замъкът отново става официална резиденция на графовете на Щолберг-Вернигероде. След края на тридесетгодишната война (1618—1648), по време на която градът е многократно окупиран и ограбван, крепостта е силно разрушена и изоставена. Когато граф Кристиан Ернст цу Щолберг-Вернигероде се заселва там през 1710 г., замъка е възстановен в бароков стил.
Неговият потомък, граф Ото цу Щолберг-Вернигероде (председател на Камарата на лордовете на Прусия от 1872 г. и заместник-канцлер на Германската империя от 1878 година) реконструира замъка в сегашния му вид в неоготически стил. Завършен е през 1893 година. През 1880 г. в комплекса е построена църква по проект на виенския архитект Фридрих фон Шмит.
До 1929 замъкът служи за жилище на графското семейство, а от април 1930 до декември 1943 г. е частично отворен за посещения с екскурзовод (40 000 посетители годишно). През 1945 г. замъкът е отчужден от последния му собственик Бото цу Щолберг-Вернигероде с поземлената реформа и завзет от съветската военна администрация в Германия. В края на 1946 г. са унищожени почти всички исторически оръжия и брони, както и част от картините.